# 1167
1167 (MCLXVII) var ett normalår som började en söndag i den julianska kalendern.

## Händelser

### April
- 12 april – Erik den heliges son Knut Eriksson mördar den svenske kungen Karl Sverkersson vid Näs slott på Visingsö. Därmed utropar han sig själv till kung av Sverige, men i Östergötland väljs Karls släktingar Kol och Burislev till motkungar. Karls hustru Kristina (som är gravid med den blivande Sverker den yngre) lyckas fly från borgen och tar sig till Danmark.

### Okänt datum
- Absalon Hvide blir biskop i Roskilde.

## Födda
- Anders Sunesen, ärkebiskop i Lunds stift (omkring detta år).

## Avlidna
- 12 april – Karl Sverkersson, kung av Sverige sedan 1161 (mördad av Knut Eriksson)
- 10 september – Matilda, tysk-romersk kejsarinna 1114–1125 och pretendent till den engelska tronen, utropad till regerande drottning av England 7 april–1 november 1141